# Victorino Martín (ganadería)
Victorino Martín es el nombre de la ganadería de toros bravos española que fundó Victorino Martín Andrés en 1965 y que, actualmente, regenta su hijo Victorino Martín García. Se trata de un hierro perteneciente a la Unión de Criadores de Toros de Lidia. Está considerada como una de las ganaderías más influyentes de la historia de la tauromaquia.
La fecha de antigüedad de la ganadería se remonta al 29 de mayo de 1919, cuando el hierro pertenecía a Hipólito de Queralt y Fernández-Maqueira, XII marqués de Albaserrada. En esta fecha se lidió en la Plaza de toros de Madrid una corrida completa (condición indispensable para adquirir antigüedad) que torearon los diestros Rodolfo Gaona, Juan Sáinz "Saleri II" y Cocherito de Bilbao, quien sustituía al malogrado Varelito.
El hierro de la ganadería se conforma mediante una "A" mayúscula a la que se le superpone una corona, que evoca el origen aristocrático de la vacada. Asimismo, la divisa se compone a base de los colores azul y encarnado. En cuanto a la señal que los animales portan en las orejas es hoja de higuera en ambas.

## Historia del encaste
En 1913, Hipólito de Queralt, marqués de Albaserrada, compraba a su hermano Enrique de Queralt, conde de Santa Coloma, gran parte del ganado de su recién creada ganadería. Una vacada que procedía del hierro anterior de Eduardo Ibarra, cuyas reses tenían origen de encaste Vistahermosa-Barbero de Utrera-Viuda de Murube. Desde 1908, había contado también con el origen Saltillo tras la compra realizada a esta ganadería.
A la muerte de Hipólito de Queralt, en 1920, la ganadería pasó a manos de la marquesa viuda de Albaserrada quien, el mismo año, decidió venderla. El nuevo comprador, el vallisoletano José Bueno, mantuvo el hierro y el ganado hasta que en 1928 terminó por dividir la ganadería en dos: el primero de los lotes, a manos de sus sobrinos Roque y Bernardo Escudero Bueno; y el segundo pertenecería a su viuda, Juliana Calvo, quien mantendrá la propiedad también del antiguo hierro del marqués.
Los hijos de doña Juliana Calvo heredan la parte de su madre en 1941, anunciándose a nombre de "Escudero Calvo Hermanos", y mantuvieron, en rasgos generales, la unidad de la ganadería durante dos décadas, desde 1941 hasta 1960, momento en el que se empieza a desintegrar, porque ya había entrado en una fuerte crisis de pérdida de valor, entre otras cosas porque los toreros no quieren torear ese ganado. Así, se divide en varios lotes que parecen destinados al matadero, a falta de compradores, hasta que en 1965 lo que queda de la ganadería es finalmente vendida.

## Historia de la ganadería
En efecto, desde 1960 la familia Escudero Calvo había entrado en negociaciones con los hermanos Victorino, Adolfo y Venancio Martín Andrés, ya previamente ganaderos en Galapagar (Madrid) España, para que fuesen estos quienes se hiciesen cargo de la ganadería, a consecuencia de «la debacle económica que esta había producido en la familia». La parte correspondiente a Florentina Escudero ya es comprada en esa fecha por los hermanos Martín Andrés. La oferta incluía ciento cincuenta cabezas de raza de lidia, y además vacuno manso y ganado caballar. La transacción se cerró en 1.060.000  pesetas. Se iba a producir un cambio notable en la vida de Victorino y sus hermanos: "El salto de criador de ganado de carne y lechero, tratante, carnicero y moruchero que por las noches bajaba a Madrid a caballo con su ganado al matadero a imprescindible ganadero de toros bravos en el toreo es único en la Historia."
Primero, sintiendo la atracción por la sangre brava, los hermanos Martín Andrés ya habían reemplazado algunas vacas moruchas que poseían por otras bravas, sobre todo del hierro de La Espuela, de Manolo González (Machaquito), y de Baltasar Ibán, consiguiendo de la Asociación de Reses de Lidia un hierro y optando por perseverar en la V que ya poseían como hierro para las moruchas.
Después (volviendo al hilo de la procedencia Albaserrada) los hermanos Martín iniciaron su andadura en esta nueva empresa anunciándose bajo la denominación precedente de la ganadería: Escudero Calvo Hermanos, y lidiaron su primera novillada el 30 de abril de 1961, en la Plaza de toros de Zaragoza, en un cartel que compusieron los novilleros Manuel Fuillerat (Palmeño), Manolín Herrero y Emilio Oliva. No fue hasta el 27 de agosto de 1961 cuando pasaran a ofrecer su primera corrida de toros, esta vez en la inauguración de la Plaza de toros de San Sebastián de los Reyes (Madrid) España, que lidiaron Antonio Bienvenida, Antonio Chenel Antoñete y Curro Montes. Los dos Antonios salieron a hombros.
Entre Galapagar (Madrid) y Retortillo (Salamanca) empezaron a pastar los animales de la ganadería de los hermanos Martín, particularmente en las fincas de Los Enebrales. En esta explotación agropecuaria, a partir de 1963, los nuevos ganaderos empezaron a seleccionar sementales con los que nutrir de bravura este encaste de toros de lidia: Minerito, número 87 (Antonio Escudero Calvo había lidiado en Madrid en 1957 otro toro con el mismo nombre, que figura como "toro célebre" en El Cossío); Hospiciano, 20; Carminero, número 70; Granadino, número 62; y Valenciano, número 87.
Tras varios años lidiando en plazas de España, de primera, segunda y tercera categoría, el 19 de junio de 1965 se abre la oportunidad a que los ganaderos puedan llevar sus toros a la Plaza de toros de Madrid, siendo gerente de la misma Livinio Stuick. La novillada, anunciada bajo el nombre de Marqués de Albaserrada, la lidiaban Gregorio Tébar El Inclusero, Paco Pallarés (que tendría que ser sustituido por El Pepe), y el sevillano José María Sussoni, que se presentaba ante la afición madrileña. El Inclusero cortó las dos orejas a su segundo novillo.
A partir de ese mismo año, la ganadería iniciaba la trashumancia, dirigida a caballo por cañadas, desde Salamanca hasta Extremadura, donde se situaba la nueva finca en la que pastarían los toros de los hermanos Martín Andrés. El traslado obedeció a criterios climáticos, pues las persistentes heladas rigurosas estaban diezmando la ganadería. La nueva finca, "El Mironcillo", en Malpartida de Plasencia (Cáceres), tenía mucho roble, buenos pastos y una plaza de tientas. El propio 1965 podían lidiar ya tres corridas en un mes. Además, en ese año, adquirían también en la provincia de Cáceres la finca "Monteviejo", al mismo tiempo que el resto de ganado de procedencia Albaserrada que aún obraba en poder de los Escudero Calvo, lo que ampliaba considerablemente las posibilidades de perfilar reatas encastadas según los planes de los nuevos propietarios. Eso permitió que la ganadería pasara a lidiarse, ya en 1966, con el nombre de estos: Martín Andrés Hermanos. siendo el primer festejo que lidiaron bajo esta denominación el 20 de marzo de ese año, en la Plaza de toros de Vista Alegre, con la participación de los novilleros El Pepe, Núñez Lara, y Antonio Montes, El Jeringuero. 
También en 1966 se presentaron en el país vecino, en el anfiteatro romano de Arlés (Bocas del Ródano) Francia, con cinqueños que despacharon Antonio Bienvenida, el mexicano Jesús Córdoba (que cortó una oreja), y El Caracol. Los toros gustaron al público. Sin embargo todas las inversiones y esfuerzos iniciales estuvieron rodeados de problemas: "Cada vez encontrábamos más dificultades a la hora de vender los cárdenos que con tanto mimo y sacrificio criábamos".
Hasta la temporada de 1967 la ganadería se acarteló con el nombre de "Martín Andrés, Hermanos". Ya en 1967 se anuncia con el nombre de "Victorino Martín".
El cuidado de las reses bravas encierra siempre peligro. Victorino Martín estuvo a punto de morir al resultar corneado repetidas veces por un semental, Hospiciano, que a su vez estaba malherido tras una pelea con otro semental de poder emergente. Fue el 2 de junio de 1968 y resultó alcanzado en un riñón y en un pulmón, necesitando transfusiones de sangre y varias operaciones.

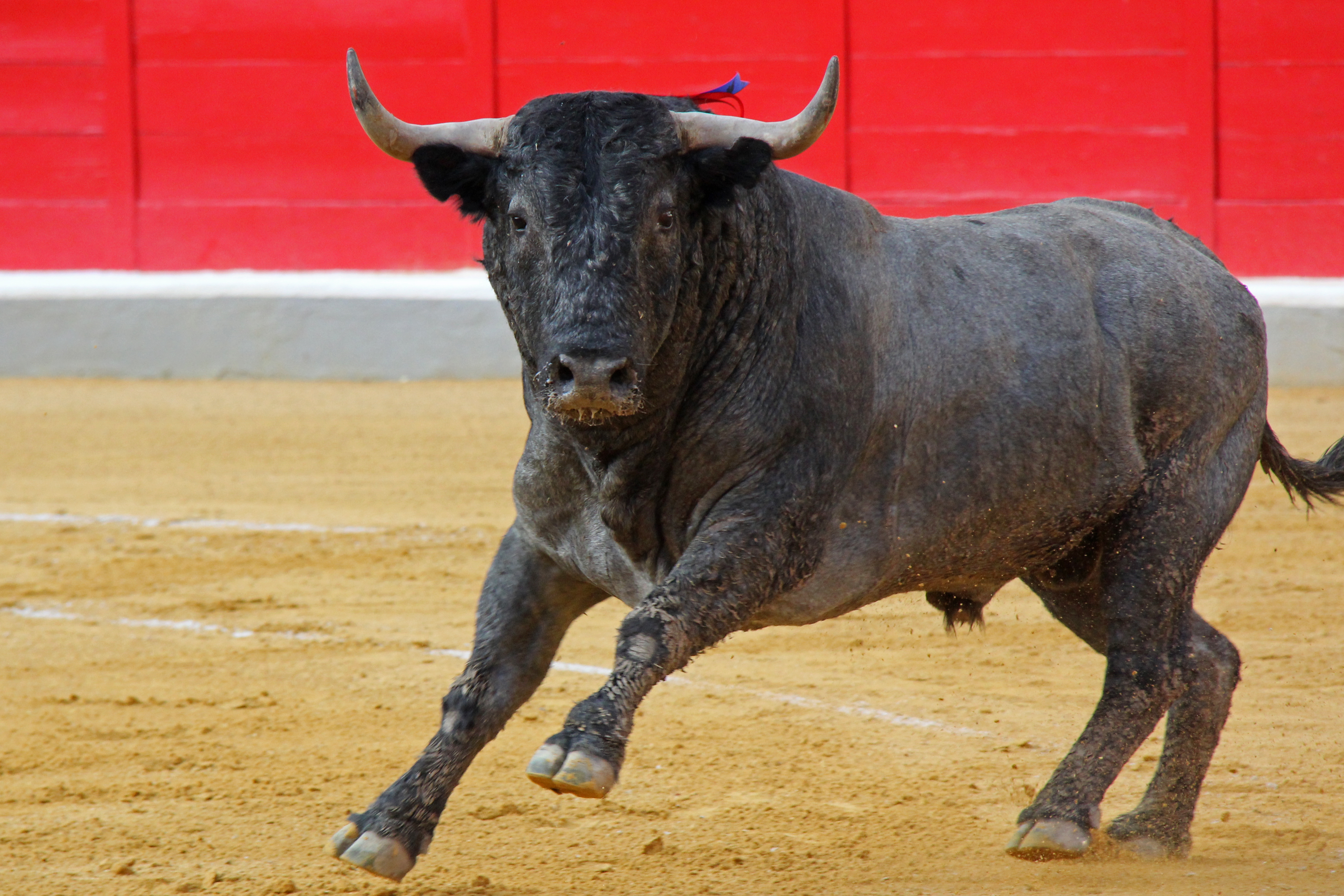
Toro de la ganadería de VIctorino Martín, lidiado en la Plaza de toros de Granada el 25 de junio de 2011 por Fernando Robleño

### Características del toro de Victorino Martín
El toro de la ganadería de Victorino Martín, por su origen genético, procede directamente de los prototipos raciales del encaste Santa Coloma, vía Marqués de Albaserrada. Por esta razón, según la legislación vigente, establece las siguientes características:
- Las características morfológicas son similares en su mayoría a las del encaste Saltillo, aunque pueden variar los perfiles y aparecer con más frecuencia reses acarneradas: cabeza estrecha, alargada y con frecuencia de forma acuminada (hocico de rata); cuello largo, con poco morrillo y "degollados".[24]
- Las pintas más frecuentes son las cárdenas en todas sus variantes, del claro al oscuro; y después las negras, pero con predominio de entrepelados, y con variantes accidentales frecuentes como el bragado, meano, axiblanco y mulato (negro mate y pardusco).

Sobre el comportamiento de los victorinos, los toreros siempre han considerado a estos animales como exigentes e inteligentes durante su lidia. Así, el diestro Pepe Moral asegura: "Esta ganadería tiene mucha personalidad. Cuando un toro regala veinte embestidas buenas, embiste mejor que cualquiera". Anteriormente, Francisco Ruiz Miguel, por su parte, uno de los toreros que más toros de esta ganadería ha estoqueado, triunfando con ellos numerosas veces, tuvo la idea de inventar el metafórico nombre de "alimañas" para los toros de Victorino Martín más complicados durante la lidia, y el apelativo tuvo fortuna.

También se puede transcribir la opinión de un famoso crítico taurino, Zabala de la Serna (que, por otra parte, seguía la línea de su padre Vicente Zabala cuando enjuició la llamada "Corrida del Siglo", vid infra): "Victorino extendió su reinado de la A coronada de Albaserrada, el encaste protegido bajo su sagacidad, su imagen alejada del estereotipo de ganadero andaluz, su lengua indomable y unas dotes de innato comunicador que hacían saltar chispas en un sistema dormido. En sus dominios no pisaban veedores de toreros ni nadie osaba mandar más que el ganadero en su producto, en sus criaturas voraces y tobilleras -las alimañas que adquirieron tanto predicamento como sudores hicieron pasar a sus lidiadores- o templadas y entregadas al mando de los vuelos de quien fuese capaz de descifrar los códigos de una bravura distinta y peculiar".
En general, como todo el ganado procedente de Santa Coloma, el de Victorino es un tipo de toro muy vivaz de mirada y temperamento, al que hay que someter con determinación en la lidia. Le desagradan los "toques" en el cite, y las brusquedades en los pases, y si no se le hacen bien los embroques, aprenden pronto, es decir, pueden percibir el engaño, distinguirlo del torero, y buscar con un seco derrote el cuerpo del mismo. Por todo ello, las figuras del toreo actuales, salvo excepciones (que llaman "gestas"), suelen evitar acartelarse con este encaste. Los toros de Victorino forman parte destacada de las corridas llamadas "duras", apreciadas por el sector del público "torista". De hecho el propio ganadero confesaba: "Todos mis esfuerzos iban encaminados a satisfacer al público, que al fin y al cabo es el que paga y el que mantiene el espectáculo.
En efecto, con motivo del homenaje que la Plaza de Las Ventas dedicó a la ganadería de Victorino en marzo de 2018, su hijo, actual propietario y director de la misma, se mostraba agradecido con estas palabras: "Esta plaza siempre ha sido muy torista. Mientras más importante es el toro, más importante son los toreros que se ponen delante. Hoy en día se confunde kilos con trapío, nosotros buscamos un toro que cuando se le hagan las cosas bien, responda. La verdadera emoción se vive cuando un toro humilla y eso es lo que buscamos. Madrid para nosotros es la plaza más importante y nos sentimos queridos por la afición". En esta misma ocasión otros toreros se pronuncian sobre las características de estos toros. Así, Manuel Caballero denominó al toro de Victorino "como un toro exigente. Cuando lo toreas de verdad, te da todo". O Luis Miguel Encabo: "un toro que no tiene inercias. Es un toro tremendamente bravo con todo lo que esa palabra conlleva". Encabo (hasta el año 2.000) solo había toreado dos ejemplares, pero les había cortado sendas orejas.
El ganadero sostenía que la base de su selección, tras tentarlo a tres años (con el varilarguero Raimundo y el torero Andrés Vázquez) fue el toro llamado Morenito: "Con el tiempo fue el mejor semental que he tenido jamás, el que me hizo la ganadería, y en él entroncan prácticamente la totalidad de los animales que tenemos".

## Efemérides y evolución
En tantos años desde sus comienzos hasta el presente, son numerosos los acontecimientos taurinos que han ido elevando la ganadería de Victorino hasta un éxito incostestable, aunque, como sabe cualquier aficionado, "los Victorinos", como popularmente se conocen, también han conocido sus tardes de decepción y fracaso, por no ser excepción a la regla general, histórica, que afecta hasta a las mejores ganaderías. Pero, como puede verse en las siguientes relaciones, han quedado numerosas efemérides dignas de consignación para el recuerdo.

### Primeros éxitos
Ya en 1968 consigue lidiar tres corridas veraniegas en Las Ventas, por intercesión de Manolo Aleas, ganadero de dinastía de Colmenar Viejo (Madrid) España, ante los empresarios de Madrid, y conseguir que estos visitaran, acompañándole, la finca donde pastaban los Victorinos, de gran cuajo y arboladura, en un tiempo en que utreros y toros desmochados reinaban en las plazas. Así empezó entre el público venteño la admiración por aquellos albaserradas, y en la prensa se acuñó ya el apelativo de "terroríficos victorinos". Así, el crítico Pepe Luis Dávila titulaba en la Hoja del Lunes: "Guerrillero, un toro para la historia".
Al toro Baratero, cárdeno, de 510 kilos de peso, lidiado en Las Ventas, Madrid, el 10 de agosto de 1969, "se le concedieron los honores de una lenta vuelta al ruedo en el arrastre a petición de la concurrencia". Lo toreó Andrés Vázquez, cortándole las dos orejas, tras lucirle en el caballo con cuatro puyazos, el último desde los medios, y haciendo una faena de poder. Previamente el torero de Villalpando ya le había cortado una oreja al primero de su lote, Granadino, de nueve años, cuando aún no se marcaban los guarismos (que empezaron precisamente ese mismo año). La mayoría de los toros de esa tarde, incluyendo a Baratero, eran hijos de Hospiciano (el toro que empitonó en el campo tan gravemente a su propietario).
El debut de la ganadería en la Feria de San Isidro tiene lugar en 1972, tras haber conseguido previamente cuatro vueltas al ruedo, siendo en ese tiempo el maduro Andrés Vázaquez y el joven Francisco Ruiz Miguel los toreros que mejor supieron entender y lucir a este ganado. Pero no los únicos: El Jerezano, por ejemplo, desorejó a Mediaonza en las Ventas en 1970. Volviendo al debut en la Feria de San Isidro, que fue conflictivo por la exigencia económica eel ganadero, fue un mano a mano entre Antonio Bienvenida y Andrés Vázquez, cerrando el ciclo el 28 de mayo. Cada torero cortó una oreja, y el ganadero se llevó la mayoría de los premios "a la corrida más completa".
Al toro Jaquetón, cárdeno, n.º 18, lidiado en Las Ventas el 11 de mayo de 1975, "le fue adjudicado el trofeo que el Ayuntamiento de la capital dedica al toro más bravo" de la Feria de San Isidro.

### La "Corrida del siglo"
El 1 de junio de 1982 se celebraba en la Plaza de Toros de Madrid la decimonovena corrida de abono de la Feria de San Isidro. En los carteles se anunciaba la ganadería de Victorino Martín y sus toros serían lidiados por los diestros Francisco Ruiz Miguel, Luis Francisco Esplá y José Luis Palomar. Por el éxito de los toreros y el comportamiento de los toros (Pobretón, Playero, Mosquetero, Director, Gastoso y Carcelero) se le vino a considerar como la "Corrida del siglo" (observando que ya corría el último quinto del siglo XX). El acontecimiento tuvo aún mayor alcance al ser retransmitido el festejo por Televisión Española. El festejo, narrado por Matías Prats, tuvo que volver a ser retransmitido de nuevo a petición del público. El ganadero y su mayoral habían salido a hombros por la Puerta Grande, acompañando a los tres toreros, tras cortar dos orejas cada uno.

El crítico taurino y periodista Ángel Luis de la Calle se hacía eco en las páginas del periódico El País del éxito rotundo que suponía este festejo, al que denominó por antonomasia como una «corrida de toros», donde explicaba la pasión que se levantó entre el público madrileño por el juego ofrecido por los toros y el triunfo sonoro de los tres diestros:
Veinte mil espectadores en el coso, millones frente al televisor, asistieron nada más y nada menos que a una corrida de toros. Hasta Palomar, que es de la seria Soria, parecía nacido ayer en el mismísimo Triana. "¡Así, así queremos los toros en Madrid!", gritaba el graderío. Hasta los exigentes aficionados de los altos del siete, los puristas del ocho, vibraban con el suceso.
Varios periodistas influyentes también festejaron la corrida. Por ejemplo, Vicente Zabala bautizó la crónica del festejo como El golpe de timón de Victorino, en la que decía que «la corrida de hoy debe ser la frontera entre un ayer cercano, nefasto, y un futuro mejor. Ha sonado la hora de tentar otra vez por derecho, de olvidarse de lo comercial...»

### Único indulto en Las Ventas
El propio epígrafe explicita el hito, referido a toda la historia de la Plaza Monumental de Las Ventas de Madrid. Sucedió solo 48 días después de la llamada "Corrida del siglo, y correspondió al toro Belador, marcado con el n.º 121, el 19 de julio de 1982, de la ganadería aquí estudiada. Se trataba precisamente de un concurso de ganaderías, celebrado con motivo de la llamada Corrida de la Prensa, organizada por el crítico taurino del ABC Vicente Zabala y presidida desde el Palco Real por la muy aficionada infanta Doña María de las Mercedes, madre del rey Juan Carlos I. Este animal, Belador, en armonía con su antiguo encaste santacolomeño, pesó 520 kilos. Resultó extraordinariamente bravo a lo largo de toda la faena, en varas y en la muleta, incansable y rápido repetidor en sus nobles embestidas, que implicaron un esfuerzo notable por parte de su lidiador, Ortega Cano, para no perder terreno ante su acometividad. El torero, que "embarcó las embestidas con temple y hondura" y "exhibió la calidad del Victorino", ante la concesión del indulto, simuló la suerte suprema clavando en lo alto una banderilla, y recibió el premio de una gran ovación que le obligó a salir hasta el centro del ruedo. No se realizó el simulacro de la concesión de las orejas. Treinta y seis años después así lo recordaba Ortega Cano: "algo único, algo histórico que pasó, quizás Victorino haya echado mejores toros pero yo a Belador lo llevaré siempre conmigo".
Aunque en la tablilla de la plaza salió el nombre del toro escrito con B, no debe extrañar a nadie verlo también reproducido con V, pues, según el propio ganadero, Velador es el correcto, puesto que pertenecía a la familia de las Vencedoras. Toda la prensa se hizo eco (y siguen reproduciéndose crónicas sobre ello) no solo del indulto, sino de las dos horas que transcurrieron hasta conseguir que el animal saliera del redondel y volviera a los corrales de la plaza para las primeras curas. Y debe tenerse en cuenta que era el tercer toro de la corrida, por lo que esta vino a tardar cuatro horas en celebrarse. Velador no hacía caso de los cabestros (a los que derrotaba cornadas), ni de los capotes de los toreros, ni de un perro que sacaron para encelarle, cuya vida peligró.
También resulta insólita la crianza de este animal, pues su madre, vaca primeriza en el parto, repudió amamantarlo, por lo que hubo que recurrir a darle con biberón el ordeño de una vaca lechera. Eso generó una proximidad sentimental entre los criadores y el animal, que, por tan estrecho lazo de convivencia, se comportaba como manso, y de esa forma, nunca se pensó en lidiarlo. Pero se produjo la baja por herida de cornada en el toro enviado a la corrida concurso, y, aunque con muchas reservas, no hubo otra solución que enviar como sustituto a Belador. Naturalmente, el hecho de un toro que convive mansamente con sus criadores pero luego tiene una conducta sorprendentemente muy brava en el ruedo, introduce en la realidad del análisis el gen de la bravura por encima de los hábitos vitales.
Después de padrear un tiempo, y morir el animal, se le disecó (o naturalizó) entero, y está expuesto en el Museo Taurino de Madrid, pero ubicado en el pasillo circunvalador de la planta de Gradas de la Plaza Monumental.

### Crisis de la ganadería y autocrítica del ganadero
Los grandes éxitos de las décadas de los 70 y los 80 encontraron algunos toreros especializados. A los ya señalados en epígrafes anteriores podrían añadirse otros diestros que conseguían entender y doblegar a los Victorinos, como Antoñete, Dámaso González, los hermanos Tomás y José Antonio Campuzano, Luis Francisco Esplá, Víctor Mendes, Nimeño II... Pero algunos de ellos, y otros que les siguieron, empezaron a encontrarse con dificultades añadidas en la década posterior, mucho más irregular.  Comenzaban a ser frecuentes los toros mansos, renuentes o más débiles ante el caballo, y entre el público, particularmente el de Las Ventas y otras plazas toristas, cundió la alarma y la protesta. El propio ganadero analizaba en el año 2000 este fenómeno, y hacía autocrítica: el mismo éxito había relajado su criterio selectivo en la búsqueda de machos reproductores y en el propio seguimiento de las reatas: "Apenas metí machos a la plaza para buscar sementales"; "No llevaba un seguimiento preciso de cómo salían las crías"; "No controlé la consanguinidad"... Y a este conjunto de factores se unió la exigencia sistemática de los aficionados de mucha báscula en los astados, al margen de las características propias de los encastes (siendo así que los santacolomeños no son toros corpulentos). Entonces el ganadero reconoce que cometió un nuevo error: dar grano a los becerros (cosa que hasta entonces no había hecho), "creyendo que con ello aumentarían en presencia y fortaleza". Las consecuencias de todo esto fueron negativas: "Los ganados perdieron trapío y vigor... [con] cuernos más pequeños, hacia abajo y mucho más astigordos". y, en definitiva podía comprobar por sí mismo que "tanto las subidas como las bajadas de las ganaderías se producen lentamente"

### División de las propiedades ganaderas
A la crisis antes apuntada se anticipó otra de tipo familiar, a mediados de la década de los 80, que generaría la división de bienes entre los tres hermanos, Adolfo, Victorino y Venancio, tras una serie de desavenencias, además de producirse un segundo (y breve) matrimonio de Victorino después de separarse de su mujer tras veintinueve años de matrimonio.
Primero dividieron en tres lotes, a sorteo, los bienes de Galapagar, que afectaban entre otras cosas a la ganadería lechera, de la que Victorino y Adolfo se fueron desprendiendo. En lo que respecta a las fincas y al ganado bravo de Extremadura, Venancio solo deseaba su compensación económica, y los otros dos hermanos terminaron acordando que sería un error dividir las fincas y todo el ganado, y que era mejor que uno comprara al otro su parte. Victorino dejaría durante tres años novillos de Albaserrada que podrían permitir a Adolfo "sacar simiente propia", y, con el dinero de la venta de su parte de la ganadería, Adolfo podría comprar sus propias fincas. Así, a finales de los 80 se separaron los dos hermanos, no solo en bienes, sino también en trato humano, aunque Victorino confiese que el sentimiento interior perduraría, tras haber "caminado juntos toda una dura vida de lucha y sacrificios". En efecto, Adolfo, que fija la separación en 1989, compró otras fincas en Cáceres, y tomando el viejo hierro familiar de la V puso su proyecto en marcha, pero cediéndolo pronto, en 1992, a su hijo Adolfo Martín Escudero, que terminará debutando en Madrid en 1998 y siendo admitido en la Unión de Criadores de Lidia en el 2000 (vid enlace).

### Recuperación del prestigio
A fines de 1987 el hijo de Victorino, con su mismo nombre, ya es veterinario, y se instala en Coria, aportando el revulsivo que necesitaba la ganadería: labor sanitaria, selección de sementales, lotes de cubrición, alimentación, registro riguroso en libros, cambios de fincas. A partir de su reorientación, los sementales reproductores solo cumplirán su labor hasta los cinco años, edad en que se torearán como los demás. Así refrescarán mucho la sangre de la vacada, y además podrán contrastar muy sobre la marcha las reacciones en el ruedo de los sementales, y por tanto las variantes convenientes en la selección o no de sus descendientes como nuevos sementales.
Al principio, las reapariciones en Madrid, tras varios años de ausencia por estimar el ganadero que los resultados de los análisis de manipulación de las astas de sus toros son erróneos, e inaceptables, no fueron, en general, positivas, y Victorino y su hijo homónimo comprobaban que "lo que se va cuesta mucho trabajo recuperarlo". Se sucedían, sin embargo, buenas corridas en plazas menores. En el campo seguía la selección de sementales y también de madres.
En 1996 se estrenan con éxito en la Real Maestranza de Sevilla, con gran éxito de Raúl Gracia El Tato, y de Pepín Liria. Y por fin sale una buena corrida en la Feria de otoño de Madrid, saliendo a hombros Manuel Caballero. También destacan con sus toros, por estas fechas, Juan Mora, Enrique Ponce y Uceda Leal, y en los dos últimos años del siglo XX "prácticamente se han sucedido los triunfos", y viene a presentar 15 o 16 corridas por año, casi todas en plazas de primera categoría.

### Plazas referenciales de la ganadería
Prácticamente todas las plazas de primera categoría han contratado alguna vez a la ganadería de Victorino Martín, pues la expectación de los públicos lo solicitaba. Pero la demanda de ganado ha estado muchas veces por encima de la oferta posible. También el caché de los toros estaba bastante por encima de la media, pues el éxito de sus corridas, y el seguro de la emoción que propagaban sus éxitos, se lo permitía al propietario: "Al mero reclamo de su nombre se acababan los boletajes en las taquillas por todas las grandes ferias de España".
Tres han sido las plazas claramente referenciales de la ganadería: Madrid, Sevilla y Bilbao. En cuanto a Francia, Nimes y otras varias: Bayona, Mont de Mardan... En Bilbao, desde 1975, muy habitual, llegando a hacerlo 21 años seguidos; cuatro de sus toros dieron la vuelta al ruedo y uno fue indultado. En Sevilla, desde 1996 lidió cuatro años seguidos; los cuatro siguientes faltó; volvió al ruedo maestrante de forma intermitente, y desde 2009 hasta la actualidad (2019, fechas tras la cual la pandemia de coronavirus lo impide) lo ha hecho todos los años. En cuanto a Madrid, salvo también un pequeño paréntesis, lo ha hecho de forma habitual, incluso con dos corridas al año (como estos últimos), y el resultado ha sido 17 vueltas al ruedo y el ya referido excepcional indulto. Solo hasta el año 2000 ya había toreado 66 corridas en la capital.
Otras plazas muy fieles a su contratación han sido Logroño, Santander y Castellón. 
No ha faltado en Valencia, Málaga, Zaragoza, Valladolid, Ciudad Real... ni en plazas de tradición torista, como Albacete. A los Sanfermines ha acudido en tres ocasiones. En cuanto a sus encierros, el año de su estreno, 2005, se registra el siguiente dato: pisaron las calles de Pamplona de forma limpia y sin generar accidentes entre los mozos, a pesar de la expectación que generaron los victorinos entre los corredores; así, la carrera «se despejó en dos minutos y quince segundos, que fue el tiempo en el que se constató su nobleza». En cuanto a las corridas pamplonicas, tuvo su mejor resultado en 2006, la última tarde de la feria, con una vuelta al ruedo de un toro que correspondió a Antonio Ferrera, capaz de cosechar un gran triunfo tras recibir una cornada, cortando las dos orejas y el rabo del sexto.

Más en conjunto, puede también subrayarse que en 1999 la ganadería logró el récord de lidiar 100 toros en 19 festejos, incluyendo 4 festivales, con un resultado de 40 orejas, sin contar las de los festivales.

### Toros indultados
| Nombre       | Número | Capa              | Guarismo | Peso | Fecha de indulto         | Lugar                                      | Torero             | Ref.   |
| ------------ | ------ | ----------------- | -------- | ---- | ------------------------ | ------------------------------------------ | ------------------ | ------ |
| Belador      |        |                   |          |      | 19 de julio de 1982      | Plaza de Toros de Las Ventas               | José Ortega Cano   | [ 65 ] |
| Garboso      |        |                   |          |      | 6 de marzo de 1994       | Plaza de Toros de Olivenza                 | José Ortega Cano   | [ 66 ] |
| Muroalto     |        |                   |          |      | 21 de agosto de 2005     | Plaza de toros de Illumbe                  | Juan José Padilla  |        |
| Melenudo     |        |                   |          |      | 30 de septiembre de 2012 | Plaza de toros de Úbeda                    | Antonio Ferrera    | [ 67 ] |
| Estudioso    |        |                   |          |      | 19 de abril de 2014      | Plaza de toros de Cieza                    | Paco Ureña         | [ 68 ] |
| Cobradiezmos | 37     | Cárdeno           | 12/2011  | 562  | 13 de abril de 2016      | Plaza de toros de Sevilla                  | Manuel Escribano   | [ 69 ] |
| Plebeyo      | 10     | Cárdeno           |          |      | 30 de julio de 2016      | Plaza de toros de Calasparra               | Curro Díaz         |        |
| Platónico    |        |                   |          |      | 9 de octubre de 2016     | Plaza de toros de Illescas                 | Gómez del Pilar    | [ 70 ] |
| Verdadero    |        |                   |          |      | 23 de septiembre de 2017 | Plaza de toros de Logroño                  | Juan Bautista      | [ 71 ] |
| Jarretero    | 32     | -                 | -        | -    | 7 de octubre de 2017     | Plaza de toros de Illescas                 | Pepe Moral         | [ 72 ] |
| Murga        | 105    | Cárdeno           | -        | -    | 15 de septiembre de 2018 | Plaza de toros de Madridejos               | Morenito de Aranda | [ 73 ] |
| Milhijos     | 9      | Negro entrepelado | 02/15    | 517  | 24 de agosto de 2019     | Plaza de toros de Sanlúcar de Barrameda    | Pepe Moral         | [ 74 ] |
| Muralista    | 95     | Negro entrepelado | 12/14    | -    | 8 de agosto de 2020      | Plaza de toros de Villanueva del Arzobispo | Rubén Pinar        | [ 75 ] |

Murciano: Tras cerrar la votación final en el referido homenaje póstumo de 2018, el mejor toro de Victorino Martín en Las Ventas resultó ser Murciano, lidiado por Luis Miguel Encabo.

## Premios y reconocimientos
Pueden distinguirse varios tipos de premios: los de iniciativa privada o instituciones locales, y los de grandes instituciones nacionales.
Los primeros, como por ejemplo ayuntamientos, plazas de toros, críticos, veterinarios, peñas de aficionados o clubes... son numerosísimos. Se pueden verificar, al menos, los siguientes:
- 1975: El 11 de mayo Miguel Márquez luce a Jaquetón, al que se da la vuelta al ruedo y finalmente es premiado como toro más bravo de la Feria de San Isidro. La ganadería consigue el premio a la corrida más completa y el primer azulejo en la Venta del Batán. Mediaonza es elegido como mejor toro de la feria de Bilbao.[76][38]
- 1976: José Fuentes lidia a Bodeguero, que se lleva el premio al toro más bravo de San Isidro.[77]
- 1978: A Victorino se le acumulan reconocimientos: "Ganadero del año" del programa Revista de toros de TVE. Premios del Ayuntamiento de Madrid, Mayte, Radio España y Peña Sergio Díaz a Conducido como mejor toro de la Feria. Premios del Ayuntamiento de Biarritz y de ls Casa de Ávila a la mejor corrida de la Feria de San Isidro.[78]
- 1979: Premio al mejor toro de la Feria de Bilbao por Hermosito.[79]
- 1980: Ayuntamiento de Biarritz, Club de Vacaciones y Peña La Andanada a la mejor corrida de la Feria de San Isidro.[80]
- 1982: El 1 de julio, Pobretón consigue el premio al mejor toro de la Feria del Ayuntamiento de Madrid, Peña La Andanada y Mayte. En la misma corrida Radio España le otorga ese mérito a Gastoso. Y es de notar que el ganadero declaró que el más bravo había sido, a su juicio, Director. No es pues de extrañar que Victorino sumara tal día los premios del Ayuntamiento de Madrid, el Ayuntamiento de Biarritz, la Peña El 7, Radio Popular y Club de Vacaciones a la mejor corrida de la Feria de San Isidro.[81] Poco después, el 19 de julio, Velador (o Belador) consigue el indulto ya referenciado en epígrafe específico, por su importancia. Pero se puede añadir la aclaración de que el Reglamento taurino entonces vigente solo permitía los indultos en corridas-concurso, como esta, y que, por hallarse en el palco presidencial el jurado en pleno, pudo decretarlo el presidente.[82]
- 1983: Premio al toro nº33 como el más bravo de la corrida-concurso de Burgos. Y otros en Huesca y Palencia.[83]
- 1985: Premio "Toro de Oro" del Círculo Taurino de Córdoba a Ventolero. Premio Tecmafri al mejor toro, Pobretón, de la Feria de Julio de Valencia. Premios del Ayuntamiento de Málaga y del Diario Sur a la mejor corrida de la Feria y al mejor toro, Mediasuela.[84]
- 1986: Premios al mejor toro de la Feria de San Isidro, por Ventolero, del Ayuntamiento de Madrid, la Federación Nacional Taurina, Radio España, la Asociación Taurina Cultural, la Peña Andanada y la Discoteca Caché. Premios a la mejor corrida de la Feria de San Isidro del Ayuntamiento de Biarritz y de la Peña el 7.[85]
- 1987: Trofeo Rey Don Jaime al mejor toro de la Feria de Fallas.[86]
- 1988: Premios de Radio Granada a Hermosura como mejor toro de la Feria de Granada; y, en la misma, a Majetón, de la Posada del Duende. Premio de la peña Los de José y Juan a la mejor corrida de San Isidro. Premio del Círculo Taurino a Buscador como mejor toro de la Feria de Santander. Premios del Ayuntamiento de Santander y de la Federación taurina Cántabra a la mejor corrida de la feria. Y otros...[87]
- 1989: Premio a la mejor corrida de la Diputación de Valencia y del Hogar Castellano-Leonés. Premios a la mejor corrida de San Isidro de la Comunidad de Madrid, el Ayuntamiento de Bayona, la Federación Nacional Taurina, la Federación Taurina Riojana, la peña Luis Miguel Campano y el Trofeo Villa y Corte. Premios a Milanero como mejor toro de San Isidro de la Federación Nacional Taurina y del Consejo General de Colegios de Veterinaria. Y otros...[88]
- 1990 Trofeos del programa "Tendido Cero" de TVE, de Des Taureaux et des Homnes de Anglet FM, y de Union Taurine Biterroise a Victorino Martín como ganadero triunfador de la temporada.[89]
- 1993: Premio a Pocapena como mejor toro del Club Taurino Cultural Cacereño. Premio del programa Tendido Cero de TVE a la mejor ganadería de la temporada.[90]
- 1994: Premio Jaquetón del Club Taurino Cultural Cacereño al mejor toro de la feria, por Hermosito. Premio a la mejor corrida de la Feria de Huesca.[91]
- 1995: Premio al mejor toro del Casino Antiguo Porcelanosa, por Braveroso, en la Feria de Castellón. Premio Divisa de Plata del Club Taurino de Castellón a la mejor corrida de la feria. Premio del Club Taurino Cacereño al mejor toro de la feria, por Hermoso. Premios al mejor toro de la Feria de San Isidro, por Venancio, de Mayte, la Unión de Peñas Taurinas de Guipúzcoa, la Casa de Córdoba y la Peña José Cubero Yiyo.[92]
- 1996: Premio Casino Antiguo Porcelanosa a Madroño como mejor toro de la feria. Premio Asociación Taurina de Castellón a al mejor corrida de la feria. Premio Jaquetón del Club Taurino Cultural Cacereño al mejor toro [sin concretar nombre]. Trofeo de la Asociación de Críticos e Informadores Taurinos de Barcelona al mejor toro de la temporada de esa ciudad, por Planetario.[93]
- 1997: Premio Casino Antiguo Porcelanosa como mejor toro de la feria, por Heraldo. Premio Divisa de Plata del Club Taurino de Castellón a la mejor corrida de la feria.  Premio Tasterin Dargent de la Union Taurine Biterroise a la mejor ganadería de la temporada francesa.[94]
- 1998: Este, con el siguiente, son años de récords en premios: Ayuntamiento de San Sebastián y Trofeo Veterinarios a la mejor corrida de la feria. Al mejor toro, Muñeco, de la Feria de Azpeitia. A la mejor corrida de la feria de la Asociación de la Prensa Taurina de Castellón. Premios al toro más bravo, Portero, del Club Taurino Castellón y del Casino Antiguo Porcelanosa. Premios al toro más bravo de la Feria de San Isidro, por Escamón, del Ayuntamiento de Madrid, Mayte, Canal 33, Casino de Madrid, Hacienda Monasterio y J-5. Premios a la mejor corrida de San Isidro de la Comunidad de Madrid, el Ayuntamiento de Biarritz-Bayona, Canal 33, Casino de Madrid, Peña José Cubero Yiyo, Foxá Hoteles y Vía Digital. Premio de la Diputación de Valencia a la mejor corrida de la Feria de Julio. Premio Ayuntamiento de Santander a la mejor corrida de la feria. Premio a la mejor ganadería de la temporada de la peña Cepeda-Uceda Leal. Y otros...[95]
- 1999: Trofeo del Casino Antiguo Porcelanosa al mejor toro de la Feria de Castellón, por Galo. Premios de la Diputación de Valencia y de la Peña Taurina de Holanda a la mejor corrida de la feria. Premio al mejor toro de la Feria de Valencia de la Asociación Tinto y Oro, por Pocero. Premio de la peña José Cubero Yiyo a la mejor corrida de la Feria de San Isidro. Trofeo Paco Apaolaza a la mejor corrida de la Feria de San Sebastián. Premio del Club Cocherito al mejor toro de la Semana Grande de Bilbao, por Cucañero. Trofeo Rey Kraska y premio del Club Taurino de Milán a la mejor corrida de Bilbao. Premio Diputación Provincial Caja Duero al mejor toro de la Feria de Palencia, por Platino. Premio a lo más torero de la Feria de Zaragoza de la peña La Revolera. Trofeo de la Real Federación Nacional Taurina a la mejor ganadería de la temporada. Trofeo Club Taurino Pau Ricard a la mejor ganadería del sudoeste francés. Premio de la Asociación de Críticos del Sudoeste francés a la mejor corrida de la temporada<Victorino Martín García. Ibídem. Pg. 302.></ref>.
- 2002: Premio a la mejor corrida, entregado por la Asociación de Críticos Taurinos del Suroeste de Francia, por el encierro lidiado en Aire-sur-l'Adour el 15 de junio de 2002.[96]
- 2012: Premio Taurino ABC en 2012, "por su brillantísima temporada, con triunfos en las plazas más prestigiosas y por su gloriosa trayectoria [...] manteniéndose fiel al concepto de toro encastado como fundamento de la Fiesta".[97]
- 2013: Premio a la Promoción y Fomento de la Tauromaquia de la Asamblea Nacional de Unión de Federaciones Taurinas de España (UFTAE), "entidad que agrupa al mayor colectivo de aficionados de nuestro país".[98]
- 2016: La Plaza Monumental de Las Ventas, de Madrid, coloca una azulejo que "inmortalizaba su nombre y su hierro en la Puerta Grande de la Monumental de las Ventas",[99] queriéndola destacar sobre otras placas ya colocadas a su nombre en el patio de arrastre, junto a otras ganaderías premiadas. La leyenda del azulejo afirmaba: “A Victorino Martín Andrés, ganadero infatigable y ejemplar, defensor de una tauromaquia íntegra, leyenda de la cabaña brava española”.[100]
- 2017: Premio "Hierro de Oro", concedido por Radio Nacional de España", por los éxitos cosechados en la temporada taurina 2017.[101]
- 2017: Premio "Corrida del Año" por parte del Colegio de Veterinarios de Ciudad Real, por la corrida lidiada el 18 de septiembre de 2016.[102]
- 2019: VII Premio del Club Taurino Paul Ricard, como reconocimiento a la trayectoria de la ganadería.[103]

Por otro lado deben subrayarse de forma destacada los dos grandes premios de instituciones públicas de nivel nacional, tan importantes que son entregados por Reyes de España: 
- En 2013 se le concede a don Victorino Martín Andrés la Medalla de Oro al Mérito de las Bellas Artes, conforme al Real Decreto del Consejo de Ministros, a propuesta del Ministerio de Educación, Cultura y Deporte, que "distingue a las personas y entidades que hayan destacado en el campo de la creación artística y cultural o hayan prestado notorios servicios en el fomento, desarrollo o difusión del arte y la cultura o en la conservación del patrimonio artístico".[104] La entrega se efectúa en el Palacio del Pardo, de manos de Don Felipe y Doña Letizia, y "el prestigioso criador de toros de lidia, máxima figura en el campo bravo, comparte este reconocimiento con otras grandes personalidades".[105] Esta era la Medalla de Oro a las Bellas Artes que hacía el número 22 entre las concedidas a la Tauromaquia, y solo la segunda otorgada a un ganadero: "se premia así a la trayectoria intachable de uno de los criadores de bravo de mayor relevancia y trascendencia del último medio siglo".[106]

- En 2016 Victorino también recibe, en Cuenca, de manos del Rey Felipe VI el Premio Nacional de Tauromaquia. Ese mismo año había conseguido que tres de sus toros fueran indultados (en Sevilla, Calasparra e Illescas). "El jurado subrayó «la incomparable trayectoria de dicha ganadería, cuyo nombre ha quedado asociado a valores como la emoción, la bravura o la protección del valiosísimo patrimonio ecológico que encierra la Tauromaquia".[107] El veredicto del jurado también destacaba otro mérito: «la protección del valiosísimo patrimonio ecológico que encierra la Tauromaquia».[108] Las mismas palabras las recoge el diario El País, que por su cuenta incide en que "Victorino Martín es sinónimo de ganadero revolucionario, un puntal esencial de la segunda mitad del siglo XX, buscador incansable del toro auténtico [...] Su trayectoria demuestra que es un ganadero intuitivo, inteligente, independiente, íntegro y sagaz, sin pelos en la lengua y defensor de la autenticidad. No procede de noble estirpe ganadera. Ha preferido siempre servir al aficionado antes que al taurinismo. Ha sido un autodidacta cargado de sentido común y con un olfato especial para acertar con las necesidades de la fiesta moderna".[100]

Victorino se convertía así en la única personalidad de la tauromaquia que había sido distinguido por los dos galardones.
Por último, se puede aludir a un reconocimiento mucho más local, pero también significativo: Victorino es reconocido en su pueblo natal como "Hijo predilecto". La misma noticia, sin fecha, tras dar noticia de su nacimiento "en la casa paterna, el antiguo estanco de Galapagar", el 6 de marzo de 1929, informa que "el mítico criador de toros bravos fallecía a la edad de 88 años el pasado 3 de octubre de 2017 en su finca de Monteviejo", es decir, sin cumplirse el año desde haber recibido el Premio Nacional de Tauromaquia, acompañado por su hijo homónimo, que ya dirigía, de hecho, desde tiempo atrás, la ganadería.

### In Memoriam
Acogiéndose al axioma de que "la muerte no es el final", la empresa Plaza 1 decide en 2025 organizar una corrida de toros "In Memoriam" de Victorino Martín Andrés, a modo de colofón de la Feria de San Isidro, una semana después de su término, celebrándose el 15 de junio, domingo. El cartel lo componen tres toreros de la talla de Paco Ureña, Emilio de Justo y Borja Jiménez, y el ganado, también in memoriam, "los victorinos" de la A coronada. Pronto se conoce que se han vendido todas las localidades. Asiste la gran aficionada que siempre ha sido la Infanta Elena. "Las Ventas lucía engalanada los retratos del ganadero, el hierro de la A coronada, la divisa roja y azul". El homenaje lo propician los 60 años "desde el debut de la ganadería de Victorino Martín. Un ganadero que logró ser leyenda". Se guardó un minuto de silencio "en honor del ganadero homenajeado".
Paco Ureña brinda su primer toro a Victorino hijo, por lo que queda ubicado en una localidad cercana a barrera y al burladero de cuadrillas. La corrida transcurre con interés por las dificultades de los toreros ante los cuatro primeros toros (dos de ellos al menos bravos o encastados), que cabecean y derrotan con energía frecuentemente. El quinto toro, por fin, humilla con nobleza, pero también llega a lanzar una colada hacia el estómago cuyo golpe encoge de dolor a Emilio de Justo. Pero, reponiéndose, continúa su faena y entra a matar sobre la cornamenta más espectacular de la tarde (siéndolo todas) con gran acierto, en todo lo alto. La interesante faena, pero sobre todo la ejecución de esta suerte y su inmediato resultado deciden la concesión de la oreja.  
Pero el gran premio llega con el sexto toro, de extraordinarios trapío, fuerza, bravura y nobleza. Borja Jiménez percibe inmediatamente sus cualidades: "Soberbio comienzo de faena por naturales. Como un latigazo conmovieron y la plaza saltó como un resorte". Así, cuaja una faena basada en el pase natural, con una sola tanda, espectacular, de derechazos intercalada, siempre con los ritmos adecuados, gran temple, hondura, ligazón y contundentes remates. La torería y el sentimiento del torero se acompañan con atronadores oles de la plaza de Madrid en cada pase. "Electrificaron los tendidos". Tras una tanda de doblones genuflexos el toro se cuadra y aquieta. El espadazo no tarda mucho en mostrarse mortal, y el toro agoniza como bravo, aguantando de pie hasta caer rodado. El presidente concede las dos orejas y la vuelta al ruedo del toro, llamado Milhijas, solicitada masivamente por el público. Borja Jiménez, visiblemente emocionado, es izado a hombros para salir por tercera vez por la Puerta Grande, y Victorino Martín García, el hijo ganadero, no puede resistirse a la exigencia de muchos jóvenes aficionados de sacarle también a hombros mientras vitorean su nombre, y acompaña al torero en su salida triunfal, incluso enlazando sus manos. In memoriam, asimismo, de cuando por esa misma puerta salía su padre en 1976, 1982 y 1984. "Nunca se pudo esperar mejor homenaje, con más pasión, a una ganadería ya legendaria".